# Distrikt Wanchaq
Der Distrikt Wanchaq liegt in der Provinz Cusco der Region Cusco in Südzentral-Peru. Der Distrikt wurde am 10. Juni 1955 gegründet. Er hat eine Fläche von 6,38 km². Beim Zensus 2017 lebten 58.541 Einwohner im Distrikt. Im Jahr 1993 lag die Einwohnerzahl bei 51.584, im Jahr 2007 bei 59.134. Distrikt und Stadt Wanchaq sind deckungsgleich. Wanchaq liegt im Ballungsraums der Provinz- und Regionshauptstadt Cusco östlich vom Stadtzentrum von Cusco. Im Distrikt befindet sich der Flughafen Cusco.

## Geographische Lage
Der Distrikt Wanchaq liegt auf einer Höhe von 3363 m im Cusco-Tal östlich von Cusco. Der Distrikt Wanchaq grenzt im Norden an den Distrikt Cusco, im Osten an den Distrikt San Sebastián sowie im Südwesten an den Distrikt Santiago.